# Vermentino di Sardegna
Vermentino di Sardegna is een Italiaanse witte wijn met het kwaliteitslabel Denominazione di origine controllata (DOC). De wijn wordt geproduceerd in de provincies Zuid-Sardinië, Nuoro,Oristano en Sassari op het eiland Sardinië.
De licht witgeel tot goudgele wijn bestaat voor minimaal 85% uit Vermentino druiven. Hij heeft een groene glans en een delicaat parfum. De smaak is vol, droog tot licht zoet en heeft frisse zuren met een licht bittere afdronk.
Naast de gewone witte Vermentino produceert men twee mousserende wijnen, de Vermentino di Sardegna Spumante en de Vermentino di Sardegna Frizzante. Deze kunnen droog tot medium zoet zijn.

## Productie
| Provincie | Seizoen | volume in hectoliter |
| --------- | ------- | -------------------- |
| Cagliari  | 1990/91 | 11522,21             |
| Cagliari  | 1991/92 | 12039,86             |
| Cagliari  | 1992/93 | 18255,69             |
| Cagliari  | 1993/94 | 14992,3              |
| Cagliari  | 1994/95 | 10656,24             |
| Cagliari  | 1995/96 | 17642                |
| Cagliari  | 1996/97 | 19083,54             |
| Oristano  | 1990/91 | 347,95               |
| Oristano  | 1991/92 | 254,42               |
| Oristano  | 1992/93 | 1174,03              |
| Oristano  | 1993/94 | 1222,21              |
| Oristano  | 1994/95 | 1111,37              |
| Oristano  | 1995/96 | 550,36               |
| Oristano  | 1996/97 | 868,92               |
| Sassari   | 1990/91 | 9513,99              |
| Sassari   | 1991/92 | 6978,49              |
| Sassari   | 1992/93 | 16683,8              |
| Sassari   | 1993/94 | 13334,19             |
| Sassari   | 1994/95 | 18830,09             |
| Sassari   | 1995/96 | 6640,55              |
| Sassari   | 1996/97 | 8108,98              |